# Minca (Santa Marta)

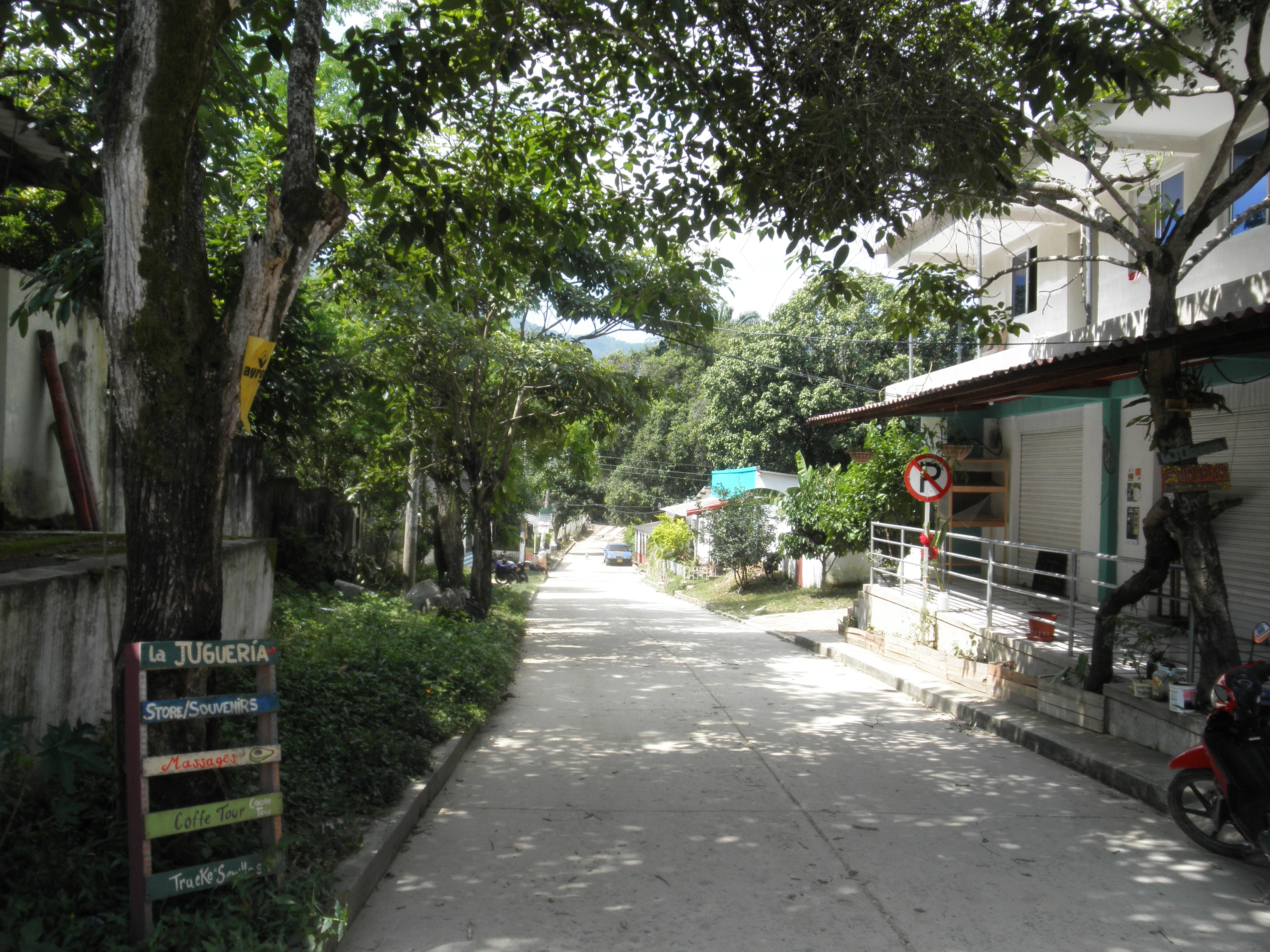
Straat in Minca

Minca is een dorpje in het noorden van Colombia, in het district Santa Marta van het departement Magdalena. Het dorp telt ongeveer 800 inwoners. Het ligt 15 kilometer van Santa Marta. Het is een populaire trekpleister voor toeristen, onder meer om te wandelen en de Marinka-watervallen en de Pozo Azul bezoeken. Bijgevolg komen er alsmaar meer hostels en hotels in de buurt van Minca.

## Klimaat
Minca ligt op 586 m boven zeeniveau. De meeste maanden van het jaar kent het dorpje regenval, met een kort droog seizoen. Er valt gemiddeld 2449 mm regen per jaar. Volgens de klimaatclassificatie van Köppen bedraagt de gemiddelde temperatuur in Minca 24,1°C.

## Geschiedenis
In de 19e eeuw begon de familie Oligós Díaz Granados de eerste koffieplantage van Colombia in Minca. De eerste bekende eigenaren van de haciënda Minca waren Pablo Oligós en zijn vrouw Ana Teresa Díaz Granados. De haciënda werd verkocht in 1818 aan Manuel de Ujueta y Bisais, en tien jaar later weer verkocht aan Juan M. de Vengoechea en José María del Castillo. De haciënda bevond zich 15 kilometer van Santa Marta en bestond uit een molen, huizen en een koffieplantage.